# 杨家岗头遗址
杨家岗头遗址，位于安徽省六安市舒城县棠树乡寒塘村杨家岗头村民组，是安徽省内最大的岗地型遗址，面积达22万平方米。遗址分属新石器时代和西周两个时期，其中新石器时代遗址距今约4600年至4000年，大致相当于薛家岗文化晚期至大汶口文化晚期、龙山文化早期。2012年列为第七批安徽省文物保护单位。